# Stiftungsaufsicht (Liechtenstein)
Die Stiftungsaufsicht wird im Fürstentum Liechtenstein seit dem 1. Februar 2013 durch das Amt für Justiz als Stiftungsaufsichtsbehörde (STIFA) wahrgenommen.
Der liechtensteinischen Stiftungsaufsichtsbehörde sind alle gemeinnützigen Stiftungen zwingend unterstellt. Privatnützige Stiftungen nur dann, wenn diese in der Stiftungsurkunde sich der liechtensteinischen Stiftungsaufsichtsbehörde unterstellt haben. Ende 2016 unterstanden 1323 gemeinnützige Stiftungen, vier gemeinnützige Anstalten und 19 privatnützige Stiftungen dieser Aufsicht (von etwa 15.000, siehe auch: Stiftung Liechtenstein).

## Aufgaben der Stiftungsaufsichtsbehörde
Die Stiftungsaufsichtsbehörde entscheidet über die Notwendigkeit aufsichtsrechtlicher Maßnahmen auf Basis der Berichte der Revisionsstellen. Revisionsstellen sind von allen eingetragenen Stiftungen einzusetzen.
Oberstes Ziel der Stiftungsaufsicht ist der Schutz des Stiftungsvermögens.
Die Anordnung konkreter Maßnahmen im Rahmen der Stiftungsaufsicht hat die Stiftungsaufsichtsbehörde beim Richter (Fürstliches Landgericht) im Außerstreitverfahren zu beantragen.
Die Aufgaben der Stiftungsaufsichtsbehörde in Liechtenstein werden (2017) von einem hauptamtlichen Abteilungsleiter (100 %), einer Abteilungsleiter-Stellvertreterin (50 %) und einer juristischen Mitarbeiterin (50 %) wahrgenommen.

## Gesetzliche Grundlagen der Stiftungsaufsichtsbehörde
- Gesetz vom 26. Juni 2008 über die Abänderung des Personen- und Gesellschaftsrechts (PGR),[6]
- Stiftungsrechtsverordnung (StRV) vom 24. März 2009,[7]
- Gesetz vom 17. September 2009 betreffend die Verlängerung der Übergangsfristen.[8]

### Materialien zur Stiftungsrechtänderung 2008
- Vernehmlassungsbericht der Regierung vom März 2007,
- Bericht und Antrag der Regierung betreffend die Totalrevision des Stiftungsrechts (Bericht und Antrag Nr. 13/2008),
- Landtagsprotokoll zur 1. Lesung der Vorlage,
- Stellungnahme zu den im Rahmen der 1. Lesung aufgeworfenen Fragestellungen (Bericht und Antrag NR. 85/2008),
- Landtagsprotokoll zur 2. Lesung der Vorlage,
- Bericht und Antrag der Regierung betreffend die Verlängerung der Übergangsfristen (Bericht und Antrag Nr. 65/2009).

## Firmenindex
Im Firmenindex des liechtensteinischen Handelsregister können von registrierten Unternehmen und Stiftungen Teilauszüge der im Handelsregister eingetragenen Daten und weiterer rechtliche Tatsachen kostenlos eingesehen werden und auch ein beglaubigter Vollauszug aus dem Handelsregister für ein bestimmtes Unternehmen gegen Gebühr bestellt werden.

## Kontakt
Amt für Justiz (AJU),
Äulestrasse 70,
Postfach 684,
9490 Vaduz.